# 串光鱼
串光鱼（学名：Vinciguerria nimbara）为輻鰭魚綱巨口魚目光器魚科串光鱼属的鱼类，俗名串灯鱼。分布於印度洋、太平洋、大西洋以及南海等海域，垂直分布约2000-0米，體長可達4.8公分，會進行垂直性洄游，以橈腳類為食。

## 外部連結
- Froese, R. & Pauly, D. (eds.) (2011). Vinciguerria nimbara. FishBase. Version 2011-12.